# Yusef Dris
Yusef Dris (Tizi Ouzou, 15 de outubro de 1945) é um escritor da Argélia.
Como jornalista, trabalhou para publicações como El Moudjahid.

### Ensaio
- Les Massacres d'octobre 1961 (2009)

### Romance
- Les Amants de Padovani (2004)
- Affaires criminelles. Histoires Vraies ( 2006)
- Biographie de Guerouabi (2008)
- Destin à l'encre noire (2012)
- "Le puits confisqué" (2010)

### Poesia
- Grisaille (1993)
- Gravelures (2009)